# 7551 Edstolper
A 7551 Edstolper (ideiglenes jelöléssel 1981 EF26) egy kisbolygó a Naprendszerben. Schelte J. Bus fedezte fel 1981. március 2-án.